# Langues costanoanes
Les langues costanoanes sont une famille de langues amérindiennes parlées aux États-Unis dans le centre ouest de la Californie. Elles ont été parfois rattachées à l'hypothétique groupe des langues pénutiennes.

## Classification des langues costanoanes
La classification interne des langues costanoanes est la suivante : 
- Karkin
- Groupe du costanoan du Nord
  - Chalon ou costanoan de Soledad
  - Awaswas ou costanoan de Santa Cruz
  - Tamyen costanoan de Santa Clara
  - Chochenyo costanoan d'East Bay
  - Ramaytush ou costanoan de San Francisco
- Groupe du costanoan du Sud
  - Mutsun
  - Rumsen

Callaghan (2003) inclut le raymatush dans le chochenyo et estime possible que ces parlers aient été intercompréhensibles avec le tamyen et l'awaswas. Le chalon pourrait être un parler intermédiaire entre le costanoan du Nord et le costanoan du Sud.

## Vocabulaire comparé
Les tableaux montrent des exemples de cognats dans trois langues, accompagnés des formes reconstituées en proto-costanoan.
| Français               | Mutsun   | Rumsen  | Chochenyo | Proto-costanoan      |
| ---------------------- | -------- | ------- | --------- | -------------------- |
| dent                   | sit      | siˑt    | sit, siˑt | *sit, *siˑt          |
| eau                    | siˑ      | siˑj    | siˑ       | *siˑ(j)              |
| ours                   | ʔores    | ʔorˑeṣ  | ʔoreš     | *ʔoreṣ               |
| genou                  | toˑlos   | toˑlṣ   | -         | *toˑloṣ              |
| sang                   | patʲˑan  | pačˑan  | pajˑan    | *patʲˑan             |
| pic-vert               | paraˑtʲu | parˑatk | paraˑtat  | *paraˑtak (?)        |
| avoir mal              | kaˑji    | kaˑj    | kaˑji     | *kaˑji               |
| maladie                | kaˑjis   | kaˑjṣ   | kaˑjiš    | *kaˑjiṣ              |
| saler                  | ʔawse    | ʔawse   | ʔawše-    | *ʔawsse- < **ʔakʷṣe- |
| sel                    | ʔakˑes   | -       | ʔawˑeš    | *ʔakʷˑeṣ             |
| rêver                  | ʔistun   | ʔistun  | ʔištun    | *ʔiṣtun              |
| rêver de quelque chose | ʔistupu  | -       | ʔištupi   | *ʔiṣtupi             |
| être en train de rêver | -        | ʔiˑsut  | -         | -                    |
| rêve                   | ʔisˑut   | ʔiˑst   | -         | -                    |